# شركة ألكسندر للطائرات

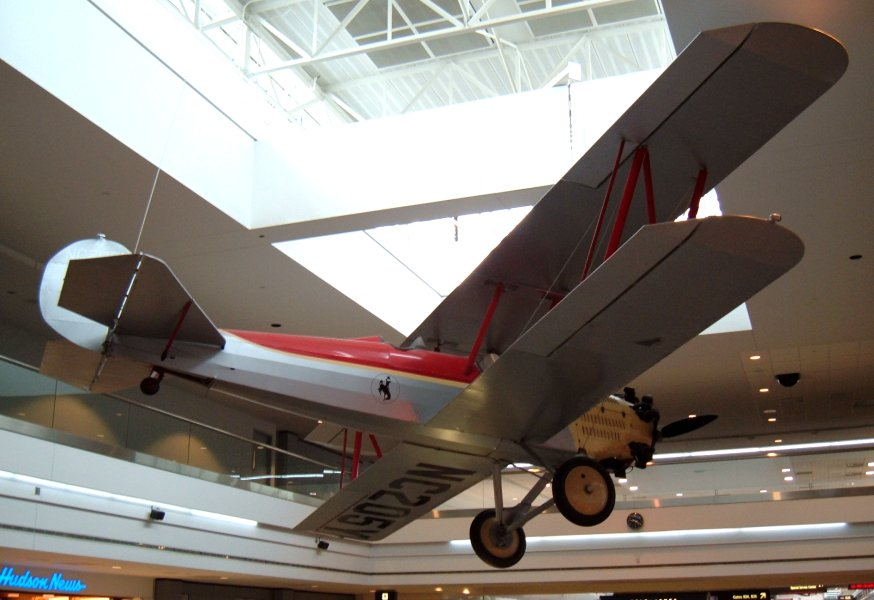
طائرة إيغليروك (Model A-14) من عام 1930 معروضة في مطار دنفر الدولي.

شركة ألكسندر للطائرات (بالإنجليزية: Alexander Aircraft Company)‏ كانت شركة لصناعة الطائرات في كولورادو في عام 1925.

## التأسيس
بدأت الشركة الحياة كشركة ألكسندر السينمائية والمتخصصة في الإعلان السينمائي، وقرر ج. دون ألكسندر أنه يمكن لشركتة أن تبيع المزيد من الأفلام الإعلانية إذا كان لديهم طائرات. وكتب إلى الشركات المصنعة للطائرات في جميع أنحاء البلاد يسأل عن سعر أكثر من 50 نوعا من الطائرات. ولكن صناع الطائرات، الذين كانوا ينتظرون بسعادة الحصول على أمر شراء لطائرة واحدة في تلك الأيام، أعتقدو بأن الرسالة أرسلت لهم من شخص غريب الأطوار، مما دعاهم إلى اهمالها لتجد طريقها إلى سلة المهملات. سبب ذلك غضب ألكسندر، وعندها قرر بناء طائراته الخاصة.
نقل ألكسندر عملياته إلى إنغلوود، كولورادو حيث اقام شركة الطائرات هناك. وأصبحت الشركة أكبر منتج طائرات في الولايات المتحدة (ثماني طائرات يوميا، قبل الاكتئاب مباشرة). كان مقر الشركة في الأصل في إنغلوود، واضطرت شركة الأفلام التي تحولت إلى شركة طائرات للانتقال إلى كولورادو سبرينغز من أجل التوسع.
أفلست الشركة في أغسطس 1932، وتم الاستحواذ عليها من قبل شركة ميكانيكا الطائرات (Aircraft Mechanics Inc.).

## الطائرات

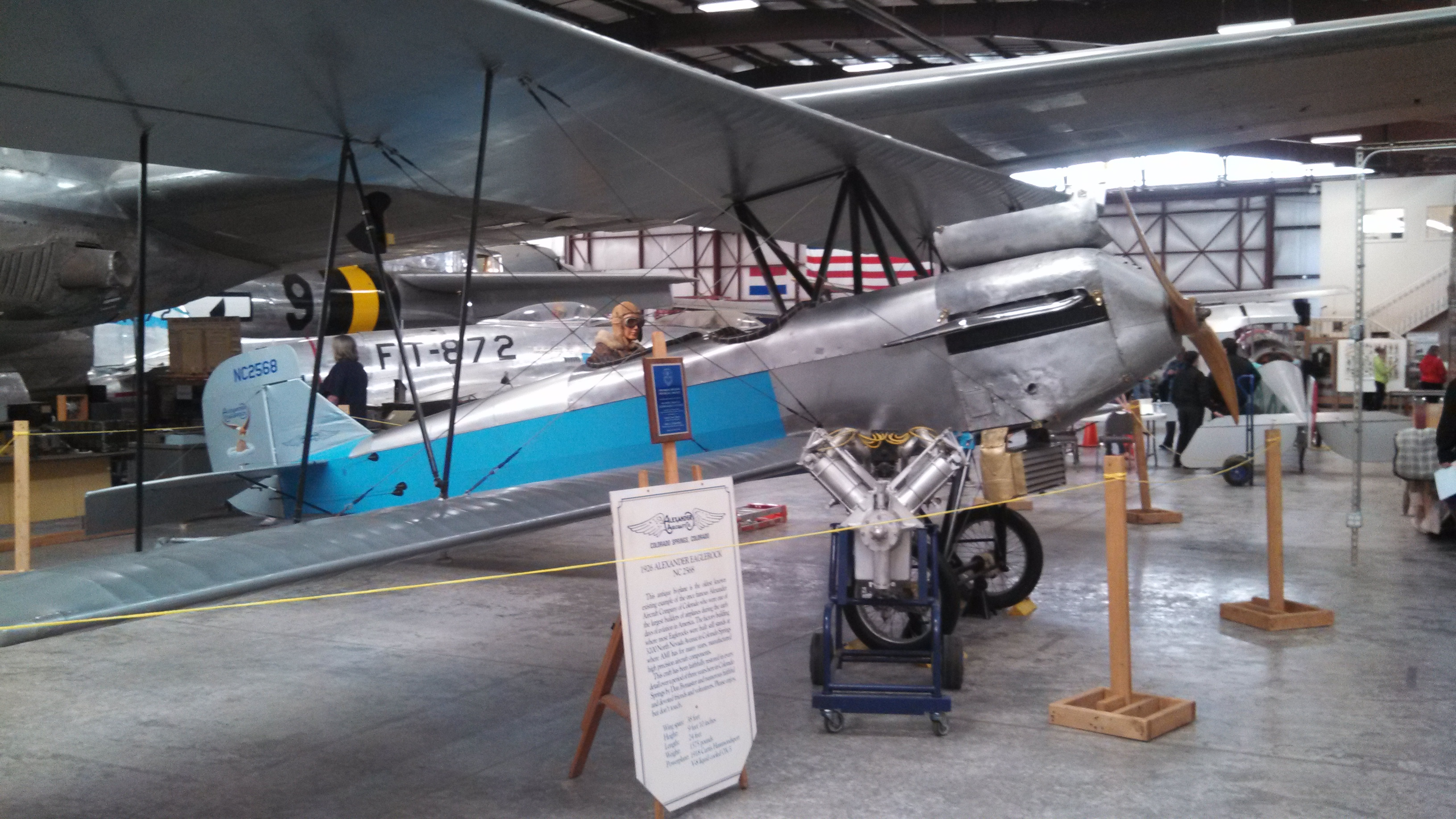
إغليروك 24 تعرض في متحف بوبلو ويسبرود للطائرات 2013

قامت الشركة ببناء عدد من الإصدارات الناجحة من الطائرات ذات السطحين ألكسندر إيغليروك. كانت لهذه الطائرات شعبية بشكل خاص مع بارنستورمرس . (استغرق الطيار التجريبي توني ليفير أول درس له من عاصفة بارنستورم في إغليروك في عام 1928.) كما أنها كانت تستخدم لنقل البريد الجوي والتصوير الجوي والغبار المحاصيل، وسباقات الهواء.
| اسم النموذج            | الرحلة الأولى | العدد المصنوع | النوع                        |
| ---------------------- | ------------- | ------------- | ---------------------------- |
| ألكسندر إيغليروك       | 1925          | 893           | Two seat biplane             |
| Alexander Bullet       | 1929          | 12            | Four seat low-wing monoplane |
| Alexander Flyabout D-1 | 1931          | 3             | Two seat monoplane           |
| Alexander Flyabout D-2 | 1931          | 15            | Two seat monoplane           |

## المعرض

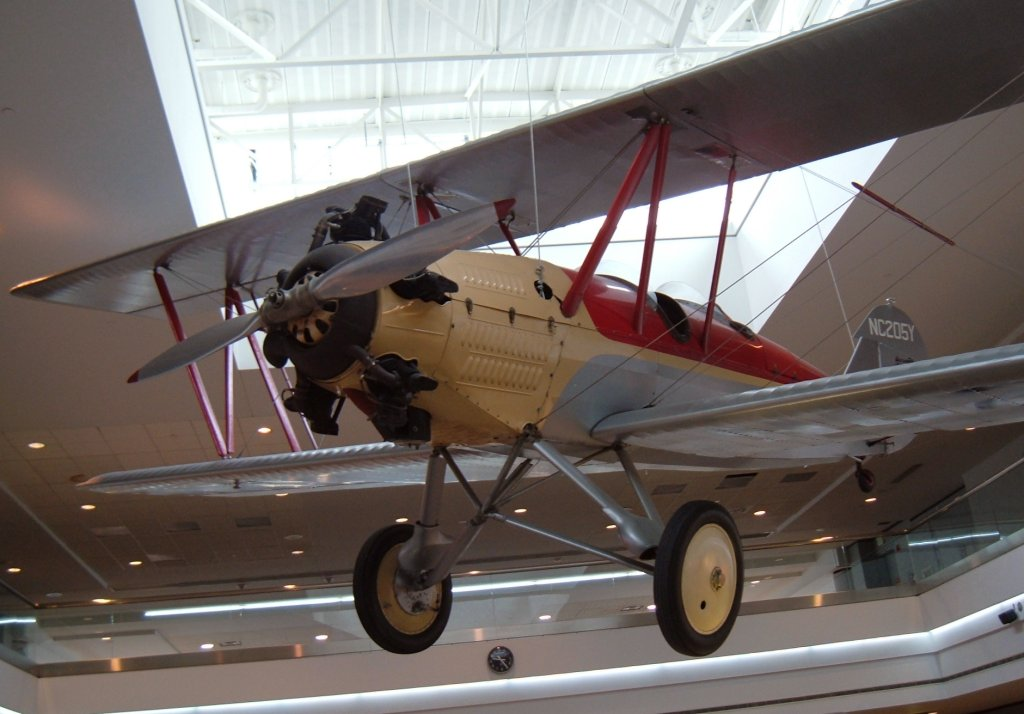
The front of the Eaglerock at DIA.
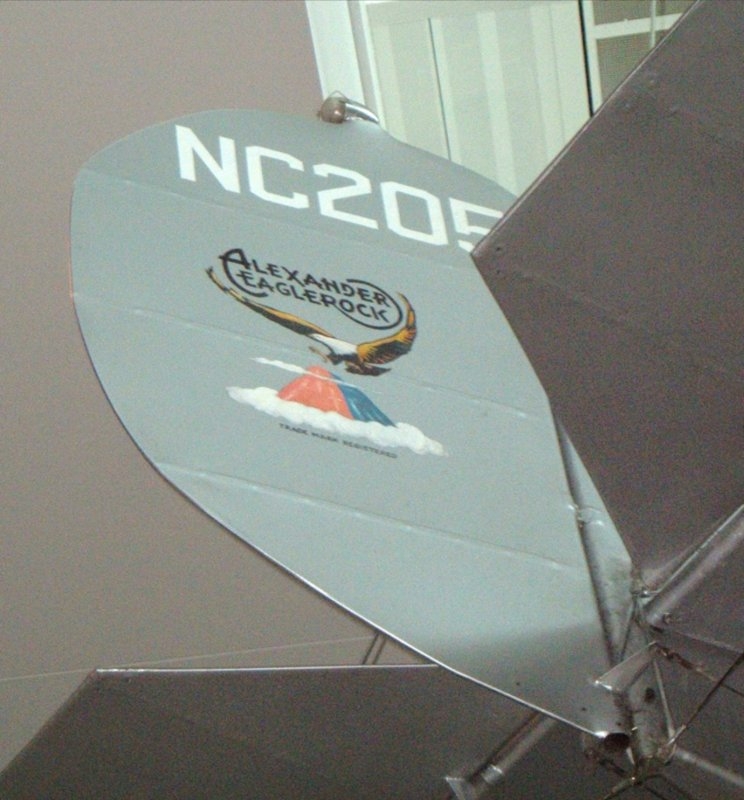
The logo of the Alexander Aircraft Company on the tail.
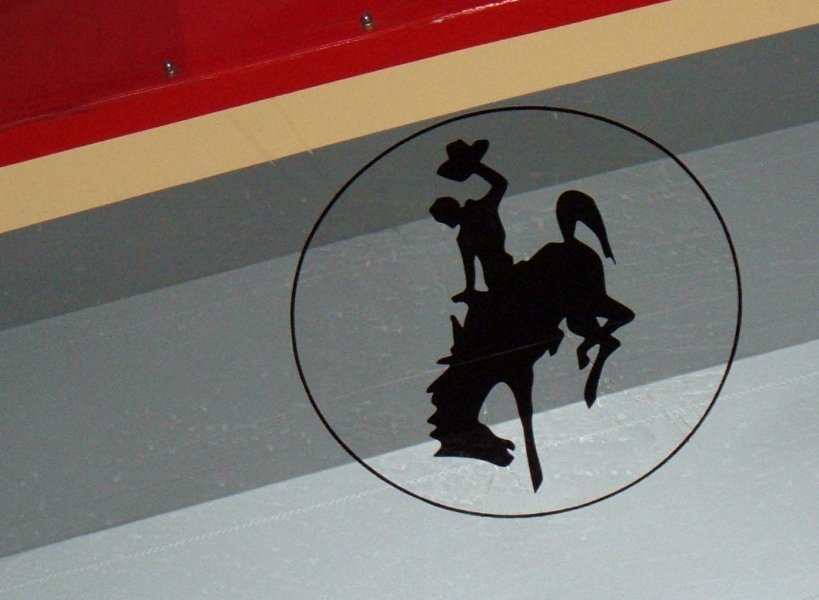
A bucking bronco on the side of the fuselage.

## روابط خارجية
- Sketch of Alexander Aircraft Company manufacturing plant buildings
- Colorado Aviation Historical Society
- Alexander Eaglerock in the collection of the Seattle Museum of Flight
- Listing of Alexander model types, from Aerofiles.com
- Biography of J. Don Alexander
- The Bullet Project
- Al Mooney designs for Alexander Aircraft